# Alice Calaprice
Alice Calaprice, auch Alice Abeghjan, (* 15. November 1941 in Berlin) ist eine in Deutschland geborene US-amerikanische Biografin von Albert Einstein und langjährige Verlagsherausgeberin und Lektorin mit armenischen Vorfahren.

## Leben
Alice Calaprice wurde als Alice Braunsfurth in Berlin geboren. Ihr Vater war Deutscher, die Mutter Armenierin. Ihr Großvater Artasches Abeghjan (* 1877 in Astapat, Russisch-Armenien) hatte an der Philipps-Universität Marburg Theologie unterstützt vom Notwendigen Liebeswerk studiert und 1904 promoviert, ein Deutsch-Armenisches Wörterbuch und eine dementsprechende Grammatik sowie eine Karte des modernen Armeniens veröffentlicht und trat als Übersetzer der Werke Johann Wolfgang von Goethe in die Armenische Sprache hervor. In den 1960er Jahren wurde er auf einer armenischen Briefmarke geehrt. Der Vater von Alice war als Kriegsgefangener in Frankreich interniert, währenddessen arbeitete die Mutter bei der Flüchtlingsorganisation der Vereinten Nationen und bei dem Armenian National Committee to Aid Homeless Armenians (ANCHA).
1963 machte Alice Abeghjan ihren Abschluss an der University of California in Berkeley mit einem akademischen Abschluss in Soziologie und einen geringeren Abschluss in Nahost-Studien.
Ihre Arbeit begann in den 1970er Jahren, als sie sich dem oben erwähnten Projekt anschloss und beim Einstein Archiv in Princeton, N.J. die Sichtung von 42.000 Dokumenten, wissenschaftlichen Artikeln, Reden, Notizen, Reisetagebüchern und Briefen übernahm. Ihr Ehemann Frank Paul Calaprice war bereits damals Physikprofessor an der Universität von Princeton, sodass sie auch von dieser Seite einen Zugang zur Materie hatte. Mit zwei Kindern und einem herausfordernden, aber sicheren Beruf machte sie sich an die Arbeit, einen computerbasierten Index zu erstellen: „I was hired to do a computerized index,“ (…) „About 90 percent of the documents were in German, a language I knew from childhood. I also knew computers and some physics jargon. It seemed a perfect fit.“ Bei dieser Arbeit kamen ihr also auch ihre Kindheitskenntnisse der Deutschen Sprache zugute. Nach zwei Jahren war die Arbeit erfolgreich abgeschlossen, woraufhin sie als Herausgeberin zur Princeton University Press wechselte. 1984 war sie dort bereits Senior-Editor und begann mit den Arbeiten zu Collected Papers of Albert Einstein. Dabei konnte sie davon profitieren, dass die ehemalige Sekretärin Einsteins, Helen Dukas, mit ihr zusammenarbeitete.
1996 veröffentlichte Calaprice ihre Zitaten-Anthologie The Quotable Einstein. Sie war In-House-Editor der Collected Papers of Albert Einstein, die in der Princeton University Press erschienen sind, sowie von dessen Übersetzungsprojekt. 1995 erhielt sie den LMP Award for Individual Editorial Achievement in Scholarly Publishing. Da gerade Albert Einstein eine Fülle von Zitaten „untergeschoben“ wird, gilt sie aufgrund ihrer mehr als vierzigjährigen eingehenden Beschäftigung mit seinen literarischen Hinterlassenschaften als die Autorität in diesbezüglichen Fragen. Ihre langjährige Arbeit als Lektorin wurde auch bei anderen Werken und Quelleneditionen wie beispielsweise den Notizbüchern Samuel Taylor Coleridges oder der Briefe Benjamin Spocks auch für andere Universitätsverlage lobend hervorgehoben.
Ihre armenische Verbindung hat sie in drei Jahren als Delegierte für die National AYF Convention und zweijährige Beraterin für Camp Haiastan, Franklin, Massachusetts, gepflegt. Darüber hinaus war sie Geschäftsführerin und Präsidentin des West Coast AYF Council, übersetzte das deutschsprachige Prozess-Transkript Soghomon Tehlirians ins Englische und schließlich bereits im Teenageralter diverse armenische Volksmärchen ins Englische, die auch veröffentlicht wurden.
Außerdem half sie in den 1980er Jahren ihrem befreundeten Universitätskollegen Bernd Heinrich und dessen Doktoranden aus dem Bereich Verhaltensbiologie von Tieren bei der Feldforschung bezüglich von Kolkraben (Corvus corax), was sich später bei ihrer Editionsarbeit auch bei biologischen Werken positiv bemerkbar machen sollte.
Ihre Werke wurden bis heute ins Chinesische, Deutsche, Französische, Griechische, Hebräische, Indonesische, Japanische, Italienische, Koreanische, Niederländische, Litauische, Polnische, Portugiesische, Spanische, Tschechische und Ungarische übersetzt.

## Werk
als Autorin:
- mit Daniel Kennefick und Robert Schulmann: An Einstein Encyclopedia. Princeton University Press, 2015

als Überarbeiterin
- Bernd Heinrich:  Ein Forscher und seine Eule. (Originaltitel: One man’s owl) Überarbeitet von Alice Calaprice. Aus dem Amerikanischen von Susanne Röckel. List Verlag, München/Leipzig 1993, ISBN 3-471-77892-6. (auch im Fischer-Taschenbuch-Verlag, Frankfurt am Main 1995, ISBN 3-596-12576-6 erschienen)

als Herausgeberin
- The quotable Einstein. Gesammelt und herausgegeben von Alice Calaprice. Mit einem Vorwort von Freeman Dyson, Princeton University Press, Princeton NJ 1996, ISBN 0-691-02696-3.
  - Einstein sagt: Zitate, Einfälle, Gedanken.  Mit einem Vorwort von Freeman Dyson. Teilübersetzung aus dem Amerikanischen und Betreuung der deutschen Ausgabe: Anita Ehlers, Piper Verlag, München/Zürich 1997, ISBN 3-492-03935-9. (weitere deutsche Neu- bzw. Sonderauflagen 1999, 2001, 2005 und 2007)
- The Expanded Quotable Einstein. Princeton University Press, Princeton NJ / Oxford 2000, ISBN 978-0-691-07021-6.
- The new quotable Einstein. Enlarged commemorative edition published on the 100th anniversary of the special theory of relativity / coll. and ed. by Alice Calaprice. With a foreword by Freeman Dyson, Princeton University Press, Princeton NJ / Oxford 2005, ISBN 0-691-12074-9.
- Dear Professor Einstein. Prometheus 2002
  - Lieber Herr Einstein … Albert Einstein beantwortet Post von Kindern. (Originaltitel: Dear Professor Einstein) Vorwort von Evelyn Einstein. Aus dem Englischen von Erdmute Klein. Campus-Verlag, Frankfurt am Main / New York 2007, ISBN 978-3-593-37909-8.
- The Einstein Almanac. Johns Hopkins University Press 2005.[24]
- Zusammen mit Trevor Lipscombe (Hrsg.): Albert Einstein: A Biography. Greenwood Biographies, 2005, ISBN 978-0-313-33080-3.
- The Ultimate Quotable Einstein. Princeton University Press, Princeton NJ / Oxford 2011.